# Gemeindeverwaltungsverband Krautheim

Gemeindeverwaltungsverband Krautheim im Hohenlohekreis in Baden-Württemberg

Im Gemeindeverwaltungsverband Krautheim im baden-württembergischen Hohenlohekreis haben sich eine Stadt und zwei Gemeinden zur Erledigung ihrer Verwaltungsgeschäfte zusammengeschlossen. Der Sitz des Gemeindeverwaltungsverbands liegt in der Stadt Krautheim.

## Mitgliedsgemeinden
Mitglieder dieser Körperschaft des öffentlichen Rechts sind:
- Stadt Krautheim, 4626 Einwohner, 52,90 km²
- Gemeinde Dörzbach, 2562 Einwohner, 32,35 km²
- Gemeinde Mulfingen, 3619 Einwohner, 80,09 km²

## Struktur und Aufgaben
Der Gemeindeverwaltungsverband übernimmt für die Gemeinden zahlreiche Aufgaben, entweder in deren Namen für die Mitgliedsgemeinden oder in eigener Zuständigkeit anstelle der Mitgliedsgemeinden.

## Geschichte
Der Gemeindeverwaltungsverband wurde am 1. Juli 1975 gegründet.